# 2484 Parenago
2484 Parenago је астероид главног астероидног појаса чија средња удаљеност од Сунца износи 2,342 астрономских јединица (АЈ).
Апсолутна магнитуда астероида је 14,0.